# Aneurysma
Das Aneurysma (ⓘ; von altgriechisch ἀνεύρυσμα aneúrysma ‚Aufweitung, Erweiterung‘; Mehrzahl Aneurysmata oder Aneurysmen), auch Arterienerweiterung oder umgangssprachlich arterielle Aussackung genannt, ist eine spindel- oder sackförmige, örtlich begrenzte, permanente Erweiterung des Querschnitts von Blutgefäßen – meistens von Arterien, selten von Venen – infolge angeborener oder erworbener Wandveränderungen. Diese unterscheiden das Aneurysma von der Ektasie als einer permanenten Erweiterung von Gefäßen oder Hohlorganen trotz Intaktheit aller beteiligten Wandschichten.

## Einteilung
Bereits im 18. Jahrhundert unterteilte William Hunter die Aneurysmen (unter anderem) in wahre (vera), falsche (spuria) und gemischte (mixta). Man unterscheidet heute zwischen dem echten Aneurysma (Aneurysma verum), dem falschen Aneurysma (Aneurysma spurium = A. falsum) und dem dissezierenden Aneurysma (Aneurysma dissecans) als Folge einer Gefäßwanddissektion. Mit einem Aneurysma ohne weitere Angabe ist normalerweise ein Aneurysma verum gemeint.

### Aneurysma verum

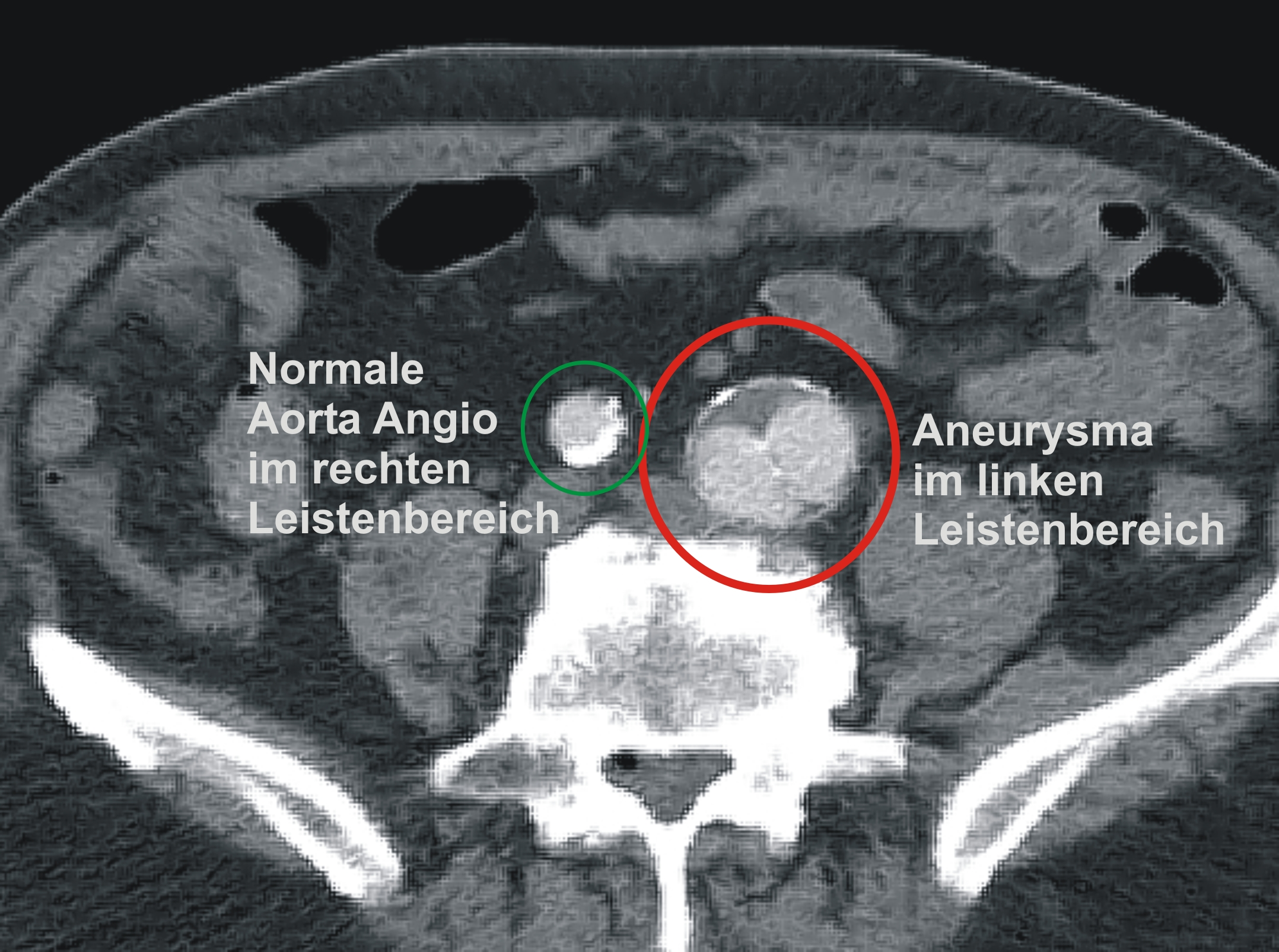
Kontrastmittelverstärkte CT, axialer Schnitt auf Höhe der Gabelung der linken Beckenarterie (art. iliaca communis)

Bei einem Aneurysma verum („wahres Aneurysma“) ist die gesamte Gefäßwand mit allen Schichten (Intima, Media und Adventitia) erweitert, meist als Folge von Arteriosklerose. Überwiegend sind Männer ab dem 50. Lebensjahr betroffen, vor allem Hypertoniker und Patienten mit peripherer arterieller Verschlusskrankheit. Ein Riss der Gefäßwand, der hier durch die mit der Aufweitung verbundene Schwächung des Gefäßes eintreten kann (Ruptur), kann je nach Lage des Gefäßes lebensbedrohlich sein.

### Aneurysma spurium
Bei einem Aneurysma spurium (= Aneurysma falsum, auch Pseudoaneurysma) durchzieht ein Riss, dessen Entstehung meist auf eine stumpfe oder scharfe Verletzung (wie bei einer Seldinger-Punktion) zurückgeht, die Intima und die Media, die Adventitia bleibt laut Lehrbuchdefinition bestehen, wobei in der pathologischen Praxis das Hämatom oft die Adventitia durchschreitet. Um diese Gefäßwandleckage entwickelt sich ein Bluterguss (pulsierendes Hämatom). Das den Gefäßwanddefekt umgebende Gewebe, etwa das Brust- oder Bauchfell, kann die Ausdehnung des Blutergusses begrenzen und damit bei Verletzung großer Gefäße – häufig nur kurzfristig – den Verblutungstod hinauszögern. Sollte die Tamponade länger stabil bleiben, wird das pulsierende Hämatom innerhalb von vier bis sechs Wochen von einer Bindegewebskapsel umgeben. Da dieses aneurysmatoide Gebilde aber außerhalb der Gefäßwand entstanden ist, nennt man es falsches Aneurysma (Aneurysma spurium oder falsum). Eine Rupturgefahr besteht aber weiterhin.

### Aneurysma dissecans
Der Ausdruck Aneurysma dissecans ist insofern irreführend, als die vorliegende Dissektion nicht eine unmittelbare Konsequenz eines Aneurysmas ist. Vielmehr ist eine Dissektion – sei es der Aorta oder allgemein jeder Arterie – die Folge einer Verletzung der Intima der Gefäßwand. Sofern die Dissektion nicht oder nur konservativ behandelt wird, kommt es in vielen Fällen aufgrund der chronischen Wandschwächung zu einer sekundären Erweiterung des Gefäßkalibers im Sinne eines Aneurysmas. Das Aneurysma ist in diesen Fällen also nicht Ursache, sondern Folge der Dissektion.
Dennoch wird in verschiedenen Lehrbüchern die Bezeichnung Aneurysma dissecans für eine Dissektion verwendet. Dies mag daher rühren, dass in Obduktionsbefunden unbehandelter Dissektionen oftmals auch bereits eine aneurysmatische Erweiterung des Gefäßes festzustellen ist und deren zeitlicher Verlauf nicht zu differenzieren war – vor der Entwicklung der Computertomographie – zur Zeit der Bildung dieses Begriffs.
Bei der Dissektion eines Gefäßes tritt das Blut über ein sogenanntes entry („Eintritt“) ein, dringt in die Gefäßwand vor und zerteilt (disseziert) diese. Dadurch entsteht ein falsches oder Pseudo-Lumen und eine zweite, künstlich geschaffene Blutbahn.
Da der Fluss über das entry und über eventuelle reentries („Wiedereintritte“) limitiert ist, kommt es im falschen Lumen zu einer Erhöhung des Drucks gegenüber dem mittleren Gefäßdruck im wahren Lumen, was zu einer Kompression des wahren Lumens führt. Die Therapie einer Dissektion zielt daher im Falle der Aorta auf den Verschluss des primären entrys ab, um den Druck im falschen Lumen zugunsten des wahren Lumens zu senken und damit die Perfusion der inneren Organe und der unteren Extremität zu verbessern.

## Ursachen
Als Ursache stehen die degenerativen Gefäßwanderkrankungen (in über 80 % der Fälle Atherosklerose) zahlenmäßig weit im Vordergrund. Weit seltenere Ursachen sind Traumata, Infektionen (rheumatisches Fieber, Syphilis, Lyme-Borreliose), Entzündungen und angeborene Bindegewebsschwächen (Marfan-Syndrom, Ehlers-Danlos-Syndrom). Bei etwa fünf bis sieben Prozent der Aneurysmaträger treten diese multipel an verschiedenen Körperlokalisationen auf (Morbus aneurysmaticus). Aneurysmata der Aorta betreffen nicht nur Erwachsene, sondern können als Folge eines Marfan-Syndroms oder als Spätfolgen einer Volumenbelastung der Aorta bei angeborenen Herzfehlern mit Rechts-links-Shunt oder einer shuntabhängigen Perfusion der Lungen klinisch bedeutsam werden. Des Weiteren kann es nach einer Erkrankung am Kawasaki-Syndrom zu Aneurysmen an den Herzkranzgefäßen kommen. Eine im Jahr 2010 veröffentlichte Studie dokumentiert zudem ein deutlich erhöhtes Risiko für das Vorliegen von Hirnaneurysmen bei Patienten mit einer Aorta bicuspida, einer relativ häufigen angeborenen Fehlbildung der Aortenklappe. Beim Hughes-Stovin-Syndrom geht man davon aus, dass infizierte Emboli Aneurysmata der Lungengefäße verursachen. Es ist bekannt, dass durch Headbangen eine Häufung der Fälle mit einer Arterienerweiterung der Arteria vertebralis vorkommt.

## Pathogenese und Verlauf
Die Brisanz zentraler Aneurysmen (etwa infrarenales Bauchaortenaneurysma) liegt in ihrer potentiell tödlichen Rupturgefahr (also Rissgefahr). Diese steigt mit zunehmendem Querdurchmesser des Aneurysmas, da sich, gemäß der Young-Laplace-Gleichung, die elastischen Rückstellkräfte der Gefäßwand umgekehrt proportional zum Radius verhalten. Mit wachsendem Radius nehmen die Kräfte daher ab.
Aneurysmen der peripheren Gefäße bedrohen vor allem durch thromboembolische Gefäßverschlüsse die Gliedmaßen. In der Regel sind Aneurysmata teilweise mit Thrombenmassen, welche sich oft randständig befinden, ausgefüllt. Diese Thrombenmassen können zum Beispiel beim Aneurysma in der Kniekehle durch entsprechende Bewegungen in die periphere Zirkulation ausmassiert werden. Dies führt zu peripheren, zum Teil irreversiblen Gefäßverschlüssen mit entsprechenden Folgen.

## Symptome und Befunde
Ein Großteil der Bauchaorten- und Becken-Aneurysmataträger ist asymptomatisch. Die Diagnose findet meistens zufällig im Rahmen einer Routineuntersuchung oder Bauchabklärung statt. Im Ultraschall kann die Diagnose bei Bauchschlagader- oder Beckenarterien-Untersuchungen mit großer Treffsicherheit erfolgen. Werden diese Aneurysmata symptomatisch, treten Rückenschmerzen oder diffuse Abdominal-Schmerzen auf. Sie sind typisch für das expandierende Aneurysma mit Einblutung in die Wand. Die intraabdominalen Aneurysmata können frei in die Bauchhöhle rupturieren, was zur Bildung eines großen intraperitonealen Hämatoms (Hämaskos) und oft zum Verbluten des Patienten führt. Häufig kann aber das Retroperitoneum (die Gefäße liegen im Retroperitonealraum) diese Blutung noch zurückhalten. Der Patient präsentiert sich mit heftigsten Flankenschmerzen und einer Schock-Symptomatik (Differentialdiagnose: Nierenkolik, Pankreatitis).
Bei den peripheren Aneurysmata steht nicht die Ruptur, sondern der thrombotische Verschluss des Aneurysmas oder der embolische Verschluss der distalen Gefäße im Vordergrund. Die Symptomatik ist häufig akut. Embolien nach distal können auch chronisch und lange Zeit oligosymptomatisch (der Patient merkt wenig oder nichts) ablaufen.
Bei den cerebralen (im Gehirn gelegenen) Aneurysmata (sogenannte Hirn-Aneurysmata) kann es durch den Druck, den ein Aneurysma auf einen Nerv ausübt, zu Lähmungserscheinungen im Gesicht kommen. Bei einer Ruptur eines solchen Aneurysmas ist ein Schlaganfall oder eine Subarachnoidalblutung (Hirnblutung) die Folge.

## Diagnostik
Klinische Untersuchung:
- Periphere Aneurysmata sind oft ohne Schwierigkeiten durch Inspektion (Betrachtung) und Palpation (Ertastung) zu erkennen.
- Das Bauchaortenaneurysma kann bei schlanken Patienten während der Untersuchung als expansiv pulsierender Tumor im Mittelbauch palpiert (ertastet) werden. Bei adipösen (fettleibigen) Menschen ist dies allerdings selten möglich.

Apparative Untersuchung:
- Die Sonografie ermöglicht eine nicht-invasive und kostengünstige Aneurysma-Diagnostik. Sie eignet sich gut als Screening-Methode bei asymptomatischen Personen.
- Die Computertomografie gibt morphologisch präzise und geometrisch reproduzierbare Messwerte des Aneurysmas an. Ebenfalls können die Art der Thrombosierung, die Wandbeschaffenheit und der Bezug des Aneurysmas zu den Nachbarorganen bildlich dargestellt werden.
- Die Angiografie dient nicht nur dem Aneurysmanachweis, sondern wird zum Nachweis von Verschlusserkrankungen in peripheren oder zentralen Gefäßen wie etwa Nierenarterien begleitend eingesetzt.

## Therapie
Endovaskulär, chirurgisch (zu den Details siehe auch den folgenden Abschnitt „Spezielle Aneurysmata“) oder durch Ernährungsumstellung.

## Spezielle Aneurysmata

### Aortenaneurysmata
Als Aortenaneurysma wird ein Aneurysma der Hauptschlagader (Aorta) bezeichnet. Man unterscheidet Aneurysmen der Aorta in der Höhe des Brustkorbes von abdominellen Varianten. Bei fortgeschrittenem Aneurysma droht eine Ruptur mit einer hohen Sterblichkeitsrate.
Als Bauchaortenaneurysma (BAA) oder abdominales Aortenaneurysma (AAA) wird eine Erweiterung der abdominalen Aorta unterhalb des Abgangs der Nierenarterien im anterioposterioren Durchmesser auf über 30 mm angesehen. Klinisch unterscheidet man zwischen asymptomatischen, symptomatischen und rupturierten Aneurysmata. Beim asymptomatischen (schmerzfreien) Aneurysma handelt es sich um einen Zufallsbefund. Beim symptomatischen Aneurysma stehen die Symptome und bei den rupturierten die Kreislaufsituation im Vordergrund.
Die chirurgische Behandlungsbedürftigkeit eines thorakalen Aortenaneurysmas (TAA) hängt von der Zunahme des normalen Durchmessers von über 50 % ab, besonders beim Kind. Die kritische Größe bei Erwachsenen ist bei einem Durchmesser von 50 bis 55 mm erreicht. Dafür stehen verschiedene Operationsverfahren zur Verfügung.
Als Aortendissektion bezeichnet man eine Aufspaltung der Wandschichten der Aorta.

### Zerebrales Aneurysma

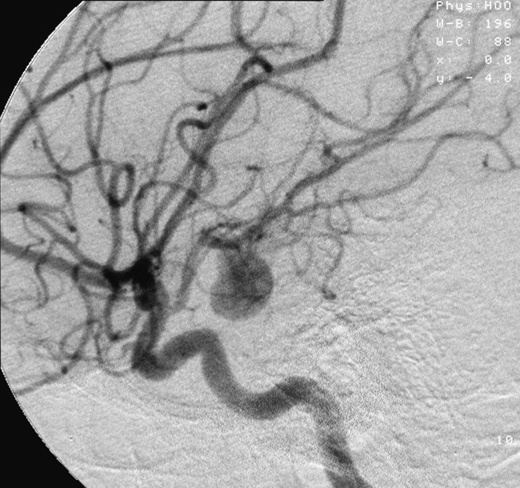
Angiografie eines zerebralen Aneurysmas an einer Gehirnarterie (Arteria cerebri media)

Zerebrale Aneurysmen bzw. intrakranielle Aneurysmen treten an Hirnarterien auf. Die normalisierte Krankheitshäufigkeit (Prävalenz) ist drei Prozent. Zerebrale Aneurysmen treten verstärkt bei Menschen ab dem 40. Lebensjahr auf. Frauen sind im Verhältnis 5:3 häufiger betroffen als Männer.
Die zentrale Gefahr eines Gehirnarterienaneurysmas ist die Ruptur, also ein Platzen, welches einen schädlichen Blutaustritt in den Gehirnraum zur Folge hat. Eine solche Subarachnoidalblutung verursacht einen Schlaganfall (Apoplex), betrifft sechs bis neun Personen pro 100.000 Personen pro Jahr und endet in 35 Prozent der Fälle tödlich. Viele Patienten erleiden bleibende Behinderungen, die oft mit kognitiven Einschränkungen einhergehen.
Die Ursache von Aneurysmen der Gehirnarterien ist ungeklärt. Exogene Faktoren, die ein Entstehen begünstigen, sind Rauchen und übermäßiger Alkoholkonsum.
Die drei wichtigsten Therapien zur Behandlung zerebraler Aneurysmen, die abhängig von ihrer Lokalisation, Form und Größe eingesetzt werden, werden im Folgenden kurz erläutert.
- Bei der konservativen Therapie wird kein Eingriff vorgenommen, sondern das Aneurysma wird durch regelmäßige Kontrolle mittels bildgebender Verfahren (normalerweise Angiografien) beobachtet. Besonders bei kleinen nicht-symptomatischen Aneurysmen ist dies aufgrund des geringen Rupturrisikos eine Option.
- Bei der endovaskulären Therapie werden mittels eines hohlen Mikrokatheters über die Leistenarterie sogenannte Coils (Spiralen aus einer Platinlegierung) in den Aneurysmasack gebracht. Diese Coils füllen das Aneurysma zwar nur zu etwa 10 % bis 30 % aus, verursachen aber eine Thrombenbildung und verhindern so die weitere Blutzirkulation im Aneurysma und somit eine Ruptur. Ein Vorteil des Eingriffes ist, dass keine offene Operation am Gehirn durchgeführt werden muss.
- Bei der neurochirurgischen Therapie wird das Aneurysma über eine Kraniotomie (offene Hirn-Operation) behandelt. Der Aneurysmasack wird mittels eines Clips abgeklemmt. Somit ist das Aneurysma vom Blutkreislauf ausgeschlossen. Alternativ können auch Stents eingesetzt werden, um die Arterienwand zu verstärken oder die Flusseigenschaften zu verändern und so eine Thrombosierung zu fördern.

### Aneurysma der unteren Hohlvene
Bis 2019 wurden 55 Fälle eines Aneurysmas der Vena cava inferior beschrieben.

## Medizingeschichte
Die älteste schriftliche Schilderung über Aneurysmen findet sich im Papyrus Ebers aus dem Alten Ägypten. Der antike Arzt Antyllos beginnt seine im 2. Jahrhundert n. Chr. verfasste Abhandlung über die Diagnose, Symptomatik und chirurgische Therapie von Aneurysmen mit den Worten: „Es gibt zwei unterschiedliche Arten von Gefäßerweiterungen: die eine von ihnen entsteht, wenn sich die sonst intakte Arterie erweitert hat – daher erhielt die Gefäßerweiterung auch ihren Namen –, und die andere, wenn eine Arterie geplatzt ist und das Blut in das darunterliegende Fleisch austreten läßt. […].“ Präzisere anatomische Beschreibungen stammen aus den Autopsiestudien von Andreas Vesalius und William Harvey aus dem 16. und 17. Jahrhundert. Antonio Scarpa unterschied als erster 1804 zwischen echten und falschen Aneurysmen. In der Antike wurde (wie 1797 durch den Gothaer Hofmedicus August Brückner als instrumentelle indirekte Kompression bei einem sehr großen Aneurysma verum der Poplitealarterie ausgeführt), bereits empfohlen, Aneurysmen durch Kompression zu behandeln (gemäß Galenos würde der Inhalt dadurch in das normale arterielle Gefäßsystem zurückfließen). Der griechische Arzt Antyllos beschrieb um das 3. Jahrhundert n. Chr. eine Methode zur Operation der Aneurysmen durch Exstirpation, wobei die Schlagader oberhalb und unterhalb des Aneurysmas unterbunden wird und die Aussackung dann durch Schnitt entfernt wird. Der britische Chirurg John Hunter, der sich intensiv mit Aneurysmen befasste, propagierte im 18. Jahrhundert die Ligatur des betroffenen Gefäßes stromaufwärts des Aneurysmas. Pierre Brasdor Idee, per Ligatur die Arterie unterhalb des Sackes zu unterbinden, wurde 1798 von Deschamps bei einem Aneurysma der Femoralarterie durchgeführt. Indem er laut Johann Leberecht Schmucker „Longuetten“ auf den Lauf der Arterie legte, heilte Cramer ein Aneurysma durch Druck. Im 19. Jahrhundert wurden dann häufiger Aneurysmen mit Anwendung von Ligaturen operiert. Die aus Furcht vor der Blutung selten gewagte Operation von Aneurysmen der Achselarterie scheiterte auch bei Desault und sein Patient verblutete. Noch in den 1950er Jahren wurden Aneurysmata operativ umwickelt, um die lebensbedrohlichen Blutungen zu verhindern. Im 20. Jahrhundert setzten sich schließlich Stents und Prothesen als Behandlungsmethode durch. Spezielle Techniken zur Operation von Aortenaneurysmen und thorakalen Aneurysmen entwickelte auch der US-amerikanische Chirurg William Wayne Babcock (1872–1963).